# Rigoroso
Rigoroso (Rigrusu in ligure) è una frazione del comune di Arquata Scrivia, in provincia di Alessandria, situato tra la val Scrivia a breve distanza dal confine con la Liguria. Il nome deriva da rivus dolosus, com'era probabilmente chiamato il rio Lavandara a causa delle piene abbondanti che creavano calanchi.

## Storia
Durante l'Impero Romano era sul tracciato della via Postumia anteriore,  nell'Ottocento venne costruita la strada regia e poi l'attuale Statale 35. La frazione è divisa nelle borgate Spezia, Giacomassi, Ca' Bianca, Casa del Bianco, La Costa, Casa Marinara, Casa di Sopra, Ca' de Diego, Mulino.  Nel 1536 ebbe uno statuto, come parte della podesteria di Gavi e quindi parte della Repubblica di Genova, a differenza di Arquata Scrivia che era parte dei Feudi Imperiali genovesi, nel 1797 passò sotto Arquata Scrivia e sotto la Repubblica Ligure di cui ne seguì le sorti. Dal 1889 è sede di una piccola stazione sulla linea Torino-Genova. Inoltre nei pressi di Rigoroso vi passava un acquedotto romano di cui tuttora rimangono alcuni resti. Rigoroso fu conteso tra i vescovi di Tortona e la Repubblica di Genova venne poi definitivamente annessa alla Repubblica di Genova intorno al 1300 di cui ne farà parte fino al 1797 per poi passare alla Repubblica Ligure fino al 1805.
La chiesa parrocchiale dedicata a Sant'Andrea apostolo è  menzionata in una bolla papale del 1196 di papa Celestino III come dipendenza dall'abbazia di Precipiano. In seguito venne riedificata una prima volta nel 1500 e poi, ancora, nel '700. Il 16 agosto 1965 vennero inaugurati i restauri dal cardinale di Genova-Bobbio Giuseppe Siri.

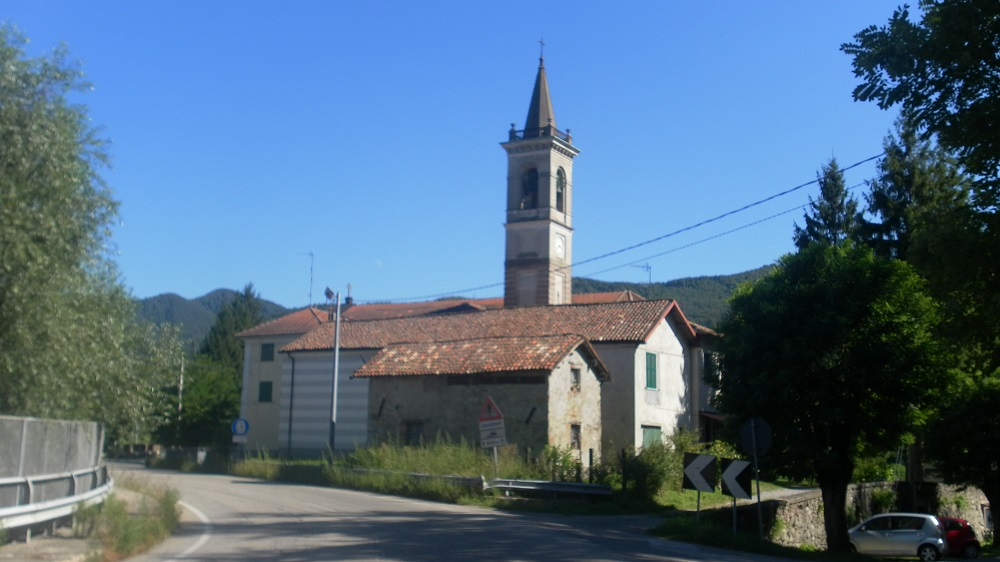
La Chiesa di Sant'Andrea di Rigoroso.